# 广岛女学院大学短期大学部
广岛女学院大学短期大学部（日语：／ Hiroshima Jogakuin Daigaku Tanki Daigakubu *），是过去一所位于日本 广岛县广岛市 东区的私立短期大学。

## 概要

### 简介
- 学校最早可以追溯到1886年[1][2]。短期大学为于1950年开办[2]、由学校法人广岛女学院经营、来源于美国人传教士创立的学校、由于教育的基础是新教[2]。招生到1992年、停办于1995年[3]。

### 历史
- 1950年 广岛女学院大学短期大学部成立并同时家政科[2]。
- 1966年 家政科分离为两个专攻、以下列举。
  - 家政专攻
  - 食物专攻。
- 1981年 生活文化专攻成立[2]。
- 1992年  招生最后、次年停止招生（正式停办于1995年6月5日[3]）。

### 宪章
- 请参看比治山大学短期大学部的标志 （日語） 2014年4月12日阅览。

## 学校环境
- 校区：在了广岛县广岛市东区[注 1]

## 历任校长
- 远藤彰：最后短期大学校长[4]。

## 组织

### 学科
- 家政科
  - 家政专攻
  - 食物专攻
  - 生活文化专攻

### 专科
| - 没有 |

### 业余课程
| - 没有 |

## 相关链接
- 日本短期大学列表